# Oy Division
Oy Division – izraelski zespół muzyczny grający szeroko rozumianą muzykę klezmerską. W skład zespołu wchodzą Eyal Talmudi (klarnet i śpiew), Noam Inbar (śpiew, akordeon, perkusja), Avichai Tuchman (kontrabas), Gershon Leizersohn (skrzypce i śpiew) i Assaf Talmudi (akordeon). Nazwa zespołu jest grą słów z wykorzystaniem nazwy punkrockowej grupy Joy Division i żydowskiego wykrzyknika „Oy vey” („Oy”).

## Dyskografia
- Oy Division! (2008)[1]
- The Unternationale (2008) – razem z Psoyem Korolenko i Danielem Kahnem[1]
- Dicunt (2013) – razem z Psoyem Korolenko[1]